# الوتاگما
الوتاگما (به لاتین: Alawattegama) یک منطقهٔ مسکونی در سری‌لانکا است که در استان مرکزی (سری‌لانکا) واقع شده‌است.